# Lara Vadlau
Lara Vadlau (født 29. marts 1994) er en østrigsk sejler med speciale i 470. 
Under sommer-OL 2012 i London repræsenterede hun sit land, hvor hun blev nummer 20.
Ved sommer-OL 2024 vandt Vadlau guldmedaljen i Mixed 470-eventen med Lukas Mähr.